# Molau
Molau este o comună din landul Saxonia-Anhalt, Germania.